# Триас, Мариано
Мариано Триас (исп. Mariano Trías, (12 октября 1868 — 22 февраля 1914)) — государственный и политический деятель Филиппин. Занимал должность вице-президента страны в 1897 году.

## Биография
Родился 12 октября 1868 года в Сан-Франциско-де-Малабоне, где прожил вплоть до окончания школы, после чего отправился в Манилу. Там он поступил на медицинские курсы в университете Санто-Томас, успешно их закончил, но не имел возможности продолжить дальнейшее обучение в связи с началом революции в августе 1896 года.
В марте 1897 года Мариано Триас был избран вице-президентом. После начала Филиппино-американской войны Триас под началом президента Агинальдо участвовал в противостоянии. После трёх лет партизанской войны Мариано Триас сдался в плен, это случилось 15 марта 1901 года.
В июне 1901 года он был назначен губернатором провинции Кавите, став первым филиппинским губернатором провинции. В 1904 году уехал в США.
Он был женат на Марии Консепсьон Феррер, у него было восемь детей от неё. Скончался в 22 января 1914 года в больнице Манилы.